# معركة الخفجي
معركة الخفجي كانت أول مشاركة أرضية كبيرة لحرب الخليج الثانية. حدث ذلك في مدينة الخفجي السعودية وما حولها في الفترة من 29 يناير إلى 1 فبراير 1991 وكانت تتويجا للحملة الجوية التي قامت بها قوات التحالف على الكويت والعراق التي بدأت في 17 يناير 1991.
وكان الرئيس العراقي صدام حسين الذي حاول وفشل في سحب قوات التحالف في عمليات أرضية مكلفة من خلال قصف المواقع السعودية وصهاريج تخزين النفط وإطلاق صواريخ سكود على إسرائيل أمر بغزو السعودية من جنوب الكويت. أمرت الفرقة الميكانيكية الأولى والخامسة والشعبة المدرعة الثالثة بإجراء غزو متعدد الجوانب نحو الخفجي مع الاشتباك مع القوات الأمريكية والسعودية والقطرية على طول الخط الساحلي. هاجمت هذه الشعب الثلاث التي تعرضت لأضرار جسيمة من قبل طائرات التحالف في الأيام السابقة في 29 يناير. تم صد معظم هجماتهم من قبل مشاة البحرية الامريكية فضلا عن طائرات الحرس والجنود التابعة للجيش الأمريكي ولكن إحدى الأعمدة العراقية احتلت الخفجى ليلة 29-30 يناير. في الفترة ما بين 30 يناير و1 فبراير حاولت كتيبتين من الحرس الوطني السعودي ومجموعتي دبابات قطرية السيطرة على المدينة بمساعدة من قوات التحالف والمدفعية الأمريكية. بحلول 1 فبراير استعيدت المدينة بعدما قتل 43 من جنود التحالف وجرح 52. بلغ عدد القتلى من الجيش العراقي ما بين 60 و300 قتيل في حين تم أسر 400 شخص.
على الرغم من أن غزو الخفجي كان في البداية انتصارا دعائيا للحكومة العراقية البعثية إلا أنه سرعان ما استعادت قوات التحالف المدينة بسرعة. تصلح المعركة كدليل حديث على أن القوة الجوية تلعب دور داعم للقوات البرية ويمكن أن تساعد مساعدة كبيرة في وقف وهزيمة اشتباك أرضي كبير.

## الخلفية
في 2 أغسطس 1990 قام الجيش العراقي بغزو واحتلال دولة الكويت المجاورة. الغزو الذي أعقب الحرب الإيرانية العراقية غير الحاسمة وثلاثة عقود من الصراع السياسي مع الكويت على منح صدام حسين فرصة صرف الانتباه عن المعارضة السياسية في الداخل وإضافة موارد النفط الكويتية إلى العراق وهو نعمة في وقت هبوط أسعار النفط.
ردا على ذلك بدأت الأمم المتحدة تمرير سلسلة من القرارات تطالب بسحب القوات العراقية من الكويت. مع خشية تعرض السعودية للغزو فقد طلبت الحكومة السعودية مساعدة عسكرية فورية. نتيجة لذلك بدأت الولايات المتحدة في تحريك قوات من مجموعة متنوعة من الدول على غرار التحالف في شبه الجزيرة العربية. في البداية حاول صدام حسين ردع العمل العسكري للتحالف بتهديد إنتاج وتصدير النفط في الكويت والعراق. في ديسمبر 1990 قام العراق بتجربة استخدام المتفجرات لتدمير رؤوس الآبار في منطقة مجمع الأحمدي للتحميل وتطوير قدرتها على تدمير البنية التحتية النفطية الكويتية على نطاق واسع. في 16 يناير دمرت المدفعية العراقية خزانا للنفط في الخفجي بالمملكة العربية السعودية وفي 19 يناير فتحت المضخات في مجمع الأحمدي للتحميل وسكبوا النفط الخام في الخليج العربي. تدفق النفط إلى البحر بمعدل 200 ألف برميل يوميا لتصبح إحدى أسوأ الكوارث البيئية حتى ذلك التاريخ
على الرغم من التهديدات العراقية فقد أطلق التحالف حملة جوية استمرت 38 يوما في 17 يناير 1991. حلقت طائرات التحالف بنحو ألفين طلعة جوية في اليوم وشلت بسرعة نظم الدفاع الجوي العراقية ودمرت بشكل فعال القوة الجوية العراقية التي انخفض معدل طلعاتها اليومي من مستوى ما قبل الحرب يقدر بنحو 200 في اليوم إلى تقريبا ولا طلعة في 17 يناير. في اليوم الثالث من الحملة فر العديد من الطيارين العراقيين عبر الحدود الإيرانية في طائراتهم بدلا من تدميرها. كما استهدفت الحملة الجوية مواقع القيادة والسيطرة والجسور والسكك الحديدية ومرافق تخزين النفط.
كان صدام حسين يعتقد أن «القوات الجوية لن تقرر أبدا نتيجة الحرب» مع ذلك فإنه أبدى قلقا من أن تؤدي الحملة الجوية إلى تآكل معنويات العراق. يعتقد الزعيم العراقي أيضا أن الولايات المتحدة لن تكون على استعداد لفقدان العديد من القوات في العمل وبالتالي ستسعى إلى سحب قوات التحالف البرية إلى معركة حاسمة. في محاولة لإثارة معركة برية وجهت القوات العراقية لإطلاق صواريخ سكود ضد إسرائيل مع الاستمرار في تهديد تدمير حقول النفط في الكويت. لم تنجح هذه الجهود في إثارة معركة برية كبيرة لذلك قرر صدام حسين شن هجوم محدود على السعودية بهدف إلحاق خسائر فادحة بجيوش التحالف.
مع استمرار الحملة الجوية انخفضت توقعات التحالف من هجوم عراقي. نتيجة لذلك أعادت الولايات المتحدة نشر الفيلق الثامن عشر المنقول جوا والفيلق السابع 480 كيلومترا (300 ميل) إلى الغرب. اعتقدت قيادة التحالف أنه في حال شن قوة عراقية الهجوم فإنه سيكون من حقول نفط الوفرة في جنوب الكويت.

## أوامر المعركة

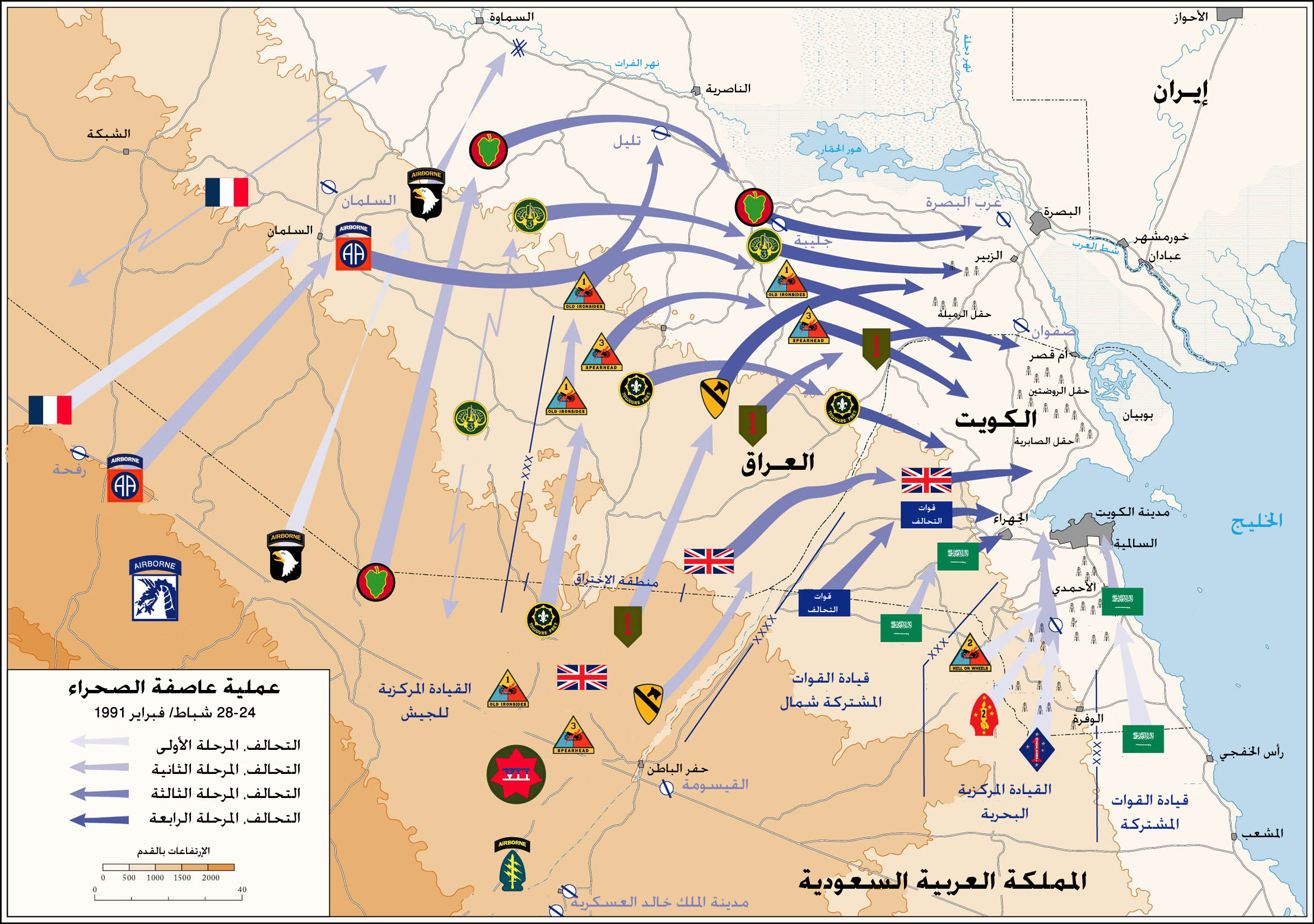
أماكن انتشار قوات التحالف والوحدات العراقية في مسرح العمليات الكويتي في الفترة من 24 إلى 28 فبراير 1991.

كان يتواجد ما بين 350 ألف إلى 500 ألف جندي من الجيش العراقي في ساحة الحرب منتظمين في 51 شعبة بما في ذلك ثمانية فرق من الحرس الجمهوري. تتلقى عادة وحدات الحرس الجمهوري أحدث المعدات على سبيل المثال فإن معظم دبابات تي-72 البالغ عددها ألف في الجيش العراقي عشية الحرب كانت في فرق الحرس الجمهوري. كما شمل الجيش العراقي في ساحة العمليات الكويتية تسع فرق ثقيلة تتألف في الغالب من جنود محترفين ولكن بأسلحة أقل عموما من تلك الموجودة لدى الحرس الجمهوري.
معظم الوحدات المدرعة من غير الحرس الجمهوري لديها تصاميم قديمة للدبابات وعلى رأسها تي-55 أو ما يعادلها من الطراز الصيني تايب 59 وتايب 69. تتألف الشعب الأربعة والثلاثين الباقية من المجندين المدربين تدريبا سيئا. تم نشر هذه الشعب لتشتيت قوات التحالف من خلال عدد من نقاط الانقطاع على طول الجبهة مما سمح للشعب الثقيلة للجيش العراقي ووحدات الحرس الجمهوري بعزلهم والهجوم المضاد. لكن العراقيين تركوا جناحهم الغربي مفتوحا وبالتالي فشلت في حساب التكتيكات التي مكنها النظام العالمي لتحديد المواقع والتكنولوجيات الجديدة الأخرى.
في المملكة العربية السعودية نشر التحالف أكثر من 200 ألف جندي و750 طائرة و1200 دبابة. سرعان ما نما ذلك إلى 3600 دبابة وأكثر من 600 ألف فرد منهم أكثر من 500 ألف من الولايات المتحدة.

### القوات العراقية

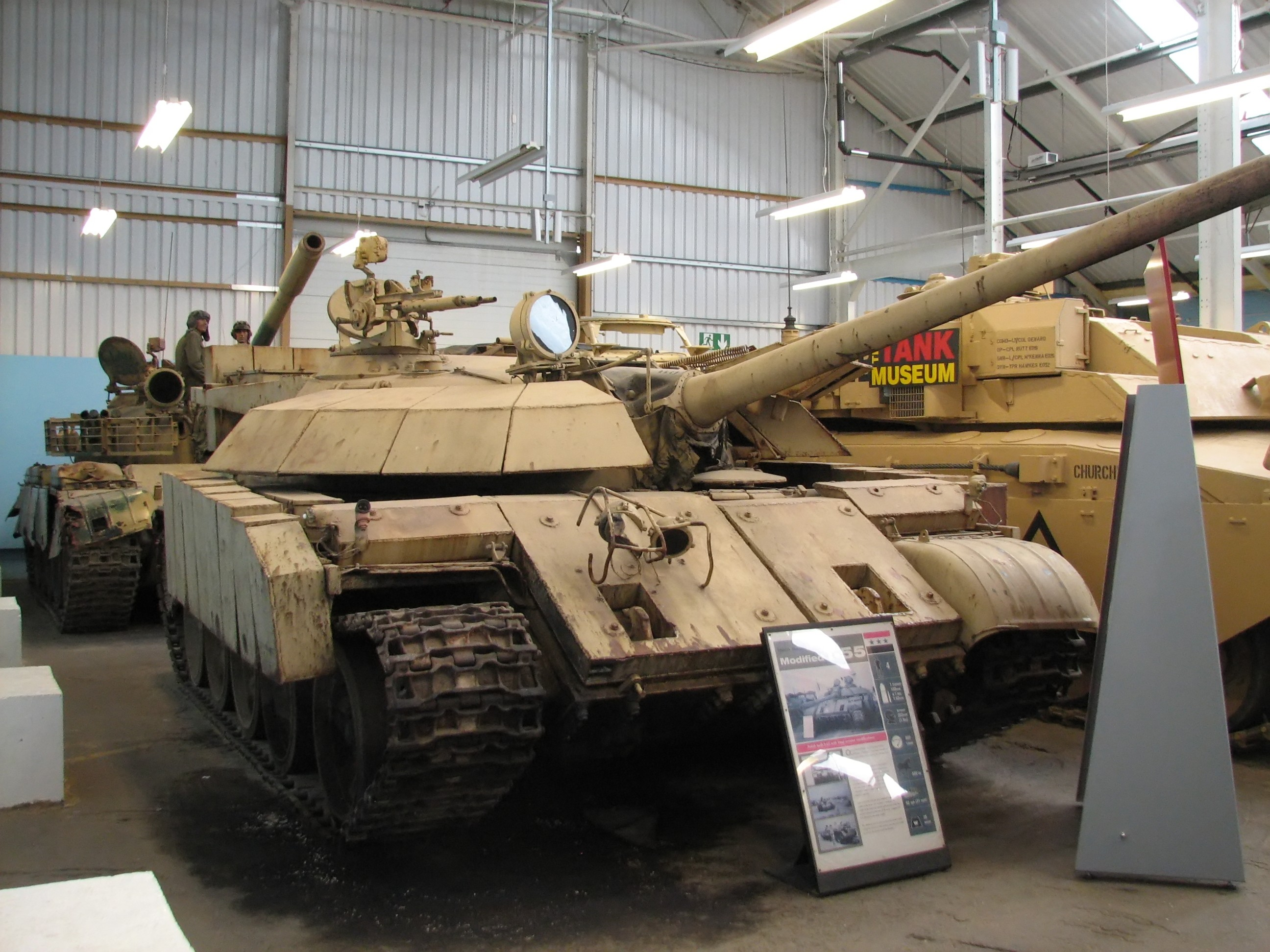
تعديل عراقي للدبابات تي-55 الاسم الرمزي إنيغما المستخدم خلال المعركة.

كان المخصص للهجوم في المملكة العربية السعودية هو الفيلق الثالث العراقي والفرقة الآلية الأولى من الفيلق الرابع وعدد من وحدات المغاوير. الفيلق الثالث بقيادة اللواء صلاح عبود محمود (الذي سيتولى أيضا الهجوم الشامل) وشعبة المدرعة الثالثة والقسم الميكانيكي الخامس فضلا عن عدد من فرق المشاة. قائد الفيلق الرابع هو اللواء يايد خليل زكي. كان لدى الفرقة المدرعة الثالثة عدد من الدبابات من طراز تي-72 وهي القوة الوحيدة من غير الحرس الجمهوري التي تمكنت من الحصول عليها في حين أن الكتيبة المدرعة الأخرى كانت من طراز تي-62 وتي-55 وهي مماثلة للدروع التفاعلية السوفياتية المعروفة أيضا باسم «الحاجب».
خلال معركة الخفجي نجت الدبابات من طراز تي-55 من آثار صواريخ ميلان المضادة للدبابات. كان لدى هذه الشعب أيضا مركبات أفراد مدرعة مثل بي إم بي-1 ومركبات استكشافية مثل بي أر دي إم-2 وعدة أنواع من المدفعية. كما تم نشرها على طول هذا الجزء من الجبهة وإن لم يتم اختيارها للمشاركة في الغزو كانت خمس فرق مشاة تحت أوامر البقاء في مواقعها الدفاعية على طول الحدود.
قدر استطلاع لقوات مشاة بحرية الولايات المتحدة أن الجيش العراقي جمع حوالي 60 ألف جندي عبر الحدود بالقرب من مدينة الوفرة الكويتية في 5 أو 6 فرق. تتألف فرق المشاة عادة من ثلاثة ألوية مع وحدة مغاوير مرفقة على الرغم من أن بعض فرق المشاة يمكن أن تصل إلى ثمانية ألوية ولكن معظم فرق المشاة على طول الحدود كانت أقل قوة ويرجع ذلك أساسا إلى الهروب.
عادة ما تستخدم الشعب المدرعة والميكانيكية ثلاثة ألوية حيث تضم كل فرقة ما يصل إلى أربع كتائب قتالية اعتمادا على نوع الشعبة وكانت هذه عموما مزيج من ثلاثة إلى واحد إما مع ثلاث كتائب ميكانيكية وكتيبة مدرعة واحدة أو العكس بالعكس. نظرا لحجم القوات المنتشرة عبر الحدود يعتقد أن الجيش العراقي كان يخطط لمواصلة الهجوم بعد الاستيلاء الناجح على الخفجي للاستيلاء على حقول النفط القيمة في الدمام.
يتكون الهجوم من هجوم من أربع شقوق. سوف تمر الفرقة الآلية الأولى من خلال فرق المشاة السابعة والرابعة عشرة لحماية جناح الفرقة المدرعة الثالثة التي من شأنها أن توفر قوة حجب غرب الخفجي في حين تستولي الفرقة الخامسة الآلية على المدينة. من ثم ستتراجع الشعبتان الآلية والثالثة المدرعة إلى الكويت بينما تنتظر الشعبة الخامسة الآلية إلى أن يبدأ التحالف عملية مضادة. كانت الأهداف الرئيسية هي إلحاق خسائر فادحة بجنود التحالف المهاجمين وأخذ أسرى الحرب الذين كان صدام حسين يعتبرهم أداة مساومة ممتازة مع التحالف.
بينما انتقلت الوحدات إلى الحدود السعودية تعرض العديد منهم لهجوم من قبل طائرات التحالف. حول غابة الوفرة هاجمت طائرات هارير جامب جيت بقنابل عنقودية من طراز روكي حوالي 1000 عربة عراقية مدرعة. ضربت قافلة عراقية أخرى من المركبات المدرعة من طراز إيه-10 ثاندر بولت الثانية التي دمرت المركبات الأولى والأخيرة قبل أن تهاجم بانتظام البقايا الذين تقطعت بهم السبل. حالت هذه الغارات الجوية دون مشاركة غالبية القوات العراقية في الهجوم.
|               | تي-72                                | تي-55                                | تي-62                              | بي إم بي-1                                         |
| ------------- | ------------------------------------ | ------------------------------------ | ---------------------------------- | -------------------------------------------------- |
| الوزن         | 37.6 ط (41.5 طن أمريكيs)             | 36 ط (39.7 طن)                       | 40 ط (44 طن)                       | 13.9 ط (15.3 طن)                                   |
| السلاح        | 125 مم 2أيه46دي سموثبور (4.92 بوصة)  | 100 مم دي-10تي2S البنادق (3.94 بوصة) | 115 مم يو-5تي سموثبور (4.53 بوصة)  | 73 مم 2أيه2بي غروم بندقية الضغط المنخفض (2.9 بوصة) |
| الذخيرة       | 44 سلسلة                             | 43 سلسلة                             | 40 سلسلة                           | 40 سلسلة                                           |
| النطاق        | 480 كيلو متر (300 ميل)               | 500 كيلو متر (310.7 ميل)             | 300–450 كيلو متر (186–279 ميل)     | 500 كيلو متر (310.7 ميل)                           |
| المحرك        | 780 حصان (573.7 كيلو وات)            | 580 حصان (426.6 كيلو وات)            | 580 حصان (426.6 كيلو وات)          | 300 حصان (220.6 كيلو وات)                          |
| السرعة القصوى | 60 كيلو متر/الساعة (37.3 ميل/الساعة) | 50 كيلو متر/الساعة (30 ميل/الساعة)   | 50 كيلو متر/الساعة (30 ميل/الساعة) | 40 كيلو متر/الساعة (24.9 ميل/الساعة)               |

### قوات التحالف

كعب الكويت.

خلال بناء القوات قامت الولايات المتحدة ببناء مراكز مراقبة على طول الحدود الكويتية السعودية لجمع معلومات استخباراتية عن القوات العراقية. كانت هذه القوات مأهولة من قبل نافي سيلز وأفراد قوات الاستطلاع التابعة للقوات البحرية والقوات الخاصة الأمريكية. أما مركز المراقبة 8 فكان أبعد من الشرق وعلى الساحل وتم وضع سبع مراكز مراقبة أخرى كل 20 كيلو متر (12 ميل) حتى نهاية «الكعب» وهي منطقة جغرافية في أقصى جنوب الكويت. أغفلت وظيفتا المراقبة 8 و7 الطريق الساحلي السريع الذي كان يرتاد إلى الخفجي الذي يعتبر طريق الغزو الأكثر احتمالا للمدينة. كان لشعبة البحرية الأولى ثلاث مجموعات متمركزة في مراكز المراقبة 4 و5 و6 (فرقة العمل شيبارد) في حين أن كتيبة المشاة الخفيفة الثانية التابعة للشعبة البحرية الثانية وضعت شاشة بين نقطة المراقبة 1 وحقول نفط الوفرة. قدمت الفرقة المدرعة الثانية التابعة للجيش الأمريكي لواء النمور الأول لإعطاء قوات المارينز بعض الدعم المدرع الذي تحتاج إليه.
ألقى السعوديون مسؤولية الدفاع عن الخفجي إلى لواء الحرس الوطني السعودي الثاني وكتيبة مدرعة قطرية الملحقة بفرقة العمل أبو بكر. أقامت الكتيبة الخامسة التابعة للواء الحرس الوطني السعودي الثاني حاجز شمال وغرب الخفجي تحت مركز المراقبة 7. في ذلك الوقت تكون لواء الحرس الوطني السعودي من ما يصل إلى أربع كتائب آلية لكل منها ثلاث مجموعات خطية. كان للواء قوة اسمية تقدر بخمسة آلاف جندي. كما نشر السعوديون فرقة عمل طارق المكونة من مشاة البحرية السعودية وكتيبة من المشاة المغاربة. تتألف فرقتا عمل آخرتان هما مجموعتي عمل عثمان وعمر من وزارتي وزارة الدفاع والطيران الميكانيكيتين وتوفران حاجز على بعد حوالي 3 كيلو متر (1.9 ميل) جنوب الحدود. وضعت الدفاعات الرئيسية للبلاد على بعد 20 كيلو متر (12 ميل) جنوب الحاجز.
كانت غالبية الوحدات العربية بقيادة الفريق الأول خالد بن سلطان بن عبد العزيز آل سعود. تم تنظيم القوات حول الخفجي بقيادة القوات المشتركة في الشرق في حين دافع قائد القوات المشتركة الشمالية عن الحدود بين نقطة المراقبة 1 والحدود الكويتية العراقية.
|               | أي أم أكس-30                         | كاديلاك غيج الكوماندوز               | لاف-25                               |
| ------------- | ------------------------------------ | ------------------------------------ | ------------------------------------ |
| الوزن         | 36 ط (39.7 طن أمريكي)                | 10 ط (11.02 طن)                      | 16.3 ط (18 طن)                       |
| السلاح        | 105 مم مديل إف1 مشطوف (4.13 بوصة)    | 90 مم كوكريل، بليد (3.54 بوصة)       | 25 مم مدفع آلي (0.98 بوصة)           |
| الذخيرة       | 50 سلسلة                             | 39 سلسلة                             | 420 سلسلة                            |
| النطاق        | 600 كيلو متر (370 ميل)               | 643 كيلو متر (400 ميل)               | 660 كيلو متر (410 ميل)               |
| المحرك        | 780 حصان (573.7 كيلو وات)            | 202 حصان (148.6 كيلو وات)            | 350 حصان (257.4 كيلو وات)            |
| السرعة القصوى | 60 كيلو متر/الساعة (37.3 ميل/الساعة) | 88 كيلو متر/الساعة (54.7 ميل/الساعة) | 99 كيلو متر/الساعة (61.5 ميل/الساعة) |

## المعركة
في 27 يناير 1991 التقى الرئيس العراقي صدام حسين في البصرة مع اثنين من قادة سلاح الجيش العراقي الذين سيقودون العملية وأبلغه اللواء صلاح محمود أن الخفجي ستكون له بحلول 30 يناير. خلال عودته إلى بغداد تعرضت طائرة صدام حسين لهجوم من طائرات قوات التحالف ولكنه نجا من الأسر.
طوال يوم 28 يناير تلقى التحالف عددا من التحذيرات تشير إلى هجوم عراقي وشيك. كان التحالف يحلق بطائرتين جديدتين من طراز نورثروب غرومان إي-8 لمراقبة الرادارات المشتركة مما أدى إلى معرفة أماكن نشر القوات العراقية وتحركاتها في المنطقة المقابلة للخفجي. كما اكتشفت مراكز المراقبة 2 و7 و8 استطلاعا عراقيا ثقيلا على طول الحدود وأطلقت فرقها الصغيرة من ضباط مشاة البحرية التابعة للقوات الجوية النار في الغارات الجوية والمدفعية على مدار اليوم. بعث المقدم ريتشارد باري قائد المقر الأول للمجموعة الأولى للمراقبة والاستطلاع والاستخبارات بتحذيرات حول هجوم وشيك على القيادة المركزية. كان قادة القيادة المركزية الأمريكية مشغولين جدا بالحملة الجوية وهكذا كانت العملية العراقية مفاجأة.

### بداية الهجوم العراقي: 29 يناير

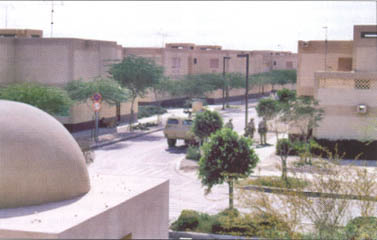
منظر لمدينة الخفجي قبل المعركة.

بدأ الهجوم العراقي ليلة 29 يناير عندما تحرك نحو 2000 جندي في عدة مئات من المركبات القتالية المدرعة جنوبا. كانت أول مشاركة أرضية للحرب على مقربة من مركز المراقبة 4 مبنية على مبنى شرطة الزبر. عناصر من اللواء المدرع السادس العراقي أمرت بالاستيلاء على المرتفعات فوق الزبر والاشتباك مع وحدات التحالف في الزبر. في الساعة 20:00 حاول مشاة البحرية الأمريكية في مركز المراقبة الذين لاحظوا مجموعات كبيرة من العربات المدرعة من خلال أجهزة الرؤية الليلية التحدث إلى مقر الكتيبة ولكنهم لم يتلقوا أي رد. لم يتم تأسيس الاتصال حتى الساعة 20:30 مما دفع فرقة العمل شيبارد للرد على التهديد. فتح جنود التحالف في نقطة المراقبة 4 النار على العمود العراقي ولكن هذه النيران كانت غير فعالة إلى حد كبير مما جلب رد عراقي ثقيل أجبر فرقة العمل على الانسحاب جنوبا بأمر من قائدها.
لتغطية الانسحاب اشتبكت مركبات لاف-25 مع القوة العراقية. فتحت إحدى المركبات المضادة للدبابات النار بعد حصولها على إذن لاعتقادها بأنها دبابة عراقية. بدلا من ذلك دمر الصاروخ لاف-25 على بعد بضع مئات من الأمتار أمامه. على الرغم من هذه الخسارة واصلت الفصيلة إلى الأمام وسرعان ما فتحت النار على الدبابات العراقية مع المدافع الآلية. لم تتمكن النيران من اختراق الدبابات للدروع ولكنه أضر ببصرياتها ومنع الدبابات من القتال بشكل فعال.
بعد ذلك بوقت قصير وصل عدد من طائرات الهجوم الأرضي من طراز أيه-10 لكنها وجدت صعوبة في تحديد أهداف العدو وبدأت في إسقاط مشاعل لنشر الضوء على المنطقة. سقطت إحدى هذه الشظايا على سيارة صديقة وعلى الرغم من أن السيارة اشتعلت في موقعها فقد أصيبت بصاروخ جو-جو إيه جي إم-65 مافريك الذي أسفر عن مصرع طاقمها بأكمله باستثناء السائق. بعد الحادث تم سحب الفصيلة وتمت إعادة تنظيم المركبات المتبقية إلى فصيلة أخرى مجاورة. بعد إزالة نقطة المراقبة الرابعة انسحب اللواء المدرع السادس العراقي عبر الحدود إلى الوفرة تحت نيران كثيفة من طائرات التحالف. فقدت قوات التحالف 11 جنديا لإطلاق النيران الصديقة ولم يكن هناك أي عمل للعدو.
بينما كانت الأحداث في نقطة المراقبة 4 تتكشف عبرت الفرقة الميكانيكية الخامسة العراقية الحدود السعودية بالقرب من مركز المراقبة 1. أعلنت فصيلة من الكتيبة المدرعة المشاة الثانية التي كانت تقوم بفحص الوحدة العراقية عمود من 60-100 دبابة. اشتبك العمود مع طائرات التحالف أيه-10 وهارير. ثم أعقب ذلك عمود آخر مع ما يقدر بنحو 29 دبابة. كانت إحدى الدبابات من طراز تي-62 اشتبكت مع صاروخ مضاد للدبابات ودمرت. شكل الدعم الجوي للتحالف الذي قدمته طائرات من طراز أيه-10 وجنرال دايناميكس إف-16 فايتينغ فالكون القيادة العراقية من خلال نقطة المراقبة 1 وصدت في النهاية الهجوم على الحدود الكويتية. واصلت الطائرات إشراك الأعمدة طوال الليل حتى صباح اليوم التالي. هناك عمود آخر من الدبابات العراقية يقترب من نقطة المراقبة 2 ويشتبك مع الطائرات وصد أيضا في تلك الليلة.

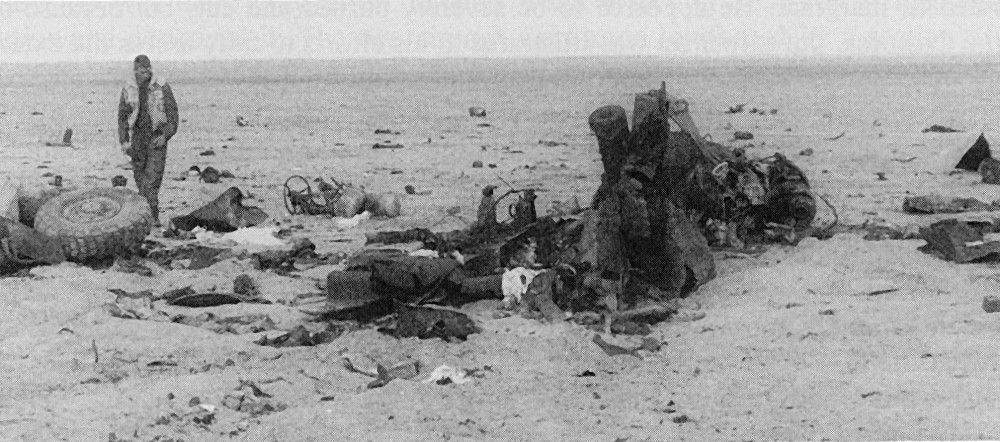
دبابة لاف-أت دمرها صاروخ مضاد للدبابات صديق خلال القتال حول مركز المراقبة 4 بالقرب من الوفرة.

عبر عمود عراقي إضافي الحدود السعودية إلى الشرق وإن كان لا يزال على طول الساحل نحو مدينة الخفجي. قامت الكتيبة الميكانيكية الخامسة التابعة للواء الحرس الوطني السعودي الثاني بفحص هذه الدبابات العراقية. انسحبت هذه الكتيبة عندما تعرضت لنيران كثيفة حيث أمرت بعدم الاشتباك مع العمود العراقي. قامت عناصر من كتائب الحرس الوطني السعودي الثامن والعاشر بعمليات تفتيش مماثلة. بسبب أمر عدم الاشتباك فقد ترك الطريق إلى الخفجي مفتوحا. عند نقطة ما توغلت دبابات تي-55 العراقية من عمود آخر إلى الحدود السعودية مما يشير إلى أنها تعتزم الاستسلام. مع اقترابهم من القوات السعودية قاموا بإبطال أبراجهم وفتحوا النار. دفع هذا الدعم الجوي القريب من الطائرة لوكهيد إيه سي-130 مما أدى إلى تدمير 13 مركبة.
ومع ذلك استمر تقدم العراق نحو الخفجي على هذا النحو على الرغم من الهجمات المتكررة من لوكهيد إيه سي-130. فشلت محاولات القادة السعوديين في توجيه ضربات جوية إضافية على العمود العراقي المتقدم عندما لم يصل الدعم الجوي الثقيل المطلوب. احتلت الخفجي في حوالي الساعة 30:30 من يوم 30 يناير وتمت محاصرة فريقي استطلاع يتكونان من ستة أفراد من الفرقة البحرية الأولى في المدينة. احتلت الفرق مبنيين سكنيين في القطاع الجنوبي من المدينة ودعت نيران المدفعية على موقعهما لإقناع العراقيين بإلغاء البحث عن المنطقة. على مدار الليل استمر الدعم الجوي للتحالف المكون من طائرات هليكوبتر وطائرات ثابتة الجناحين في الاشتباك مع الدبابات والمدفعية العراقية.

### الاستجابة الأولية: 30 يناير
طلب القائد العام السعودي خالد بن سلطان الذي يعاني من احتلال الخفجي من الفريق الأول الأمريكي نورمان شوارزكوف شن حملة جوية فورية ضد القوات العراقية في المدينة وحولها. لكن الأخير رفض هذا الطلب لأن المباني ستصعب من مهمة الطائرات في تحديد الأهداف دون الاقتراب جدا منها. تقرر بدلا من ذلك أن تستعيد القوات البرية العربية المدينة. أسندت المهمة إلى الكتيبة السابعة من لواء الحرس الوطني السعودي المكون من مشاة سعودية ومجموعتين من الدبابات القطرية بالعمل كفريق عمل واحد. تم دعمهم من قبل القوات الخاصة التابعة للجيش الأمريكي وأفراد الاستطلاع البحري.
وضعت القوة تحت قيادة المقدم السعودي مطر الذي خرج في المهمة عند الساعة 17:00. التقت القوة مع عناصر من الفوج البحري الأمريكي الثالث جنوب الخفجي وأمروا بالهجوم مباشرة على المدينة. كان الاشتباك في تلك الليلة هو المعركة الأولى التي شهدها الجيش القطري في تاريخه كله. قامت فصيلة من طراز تي-55 العراقية بمهاجمة مجموعة دبابات قطرية جنوب المدينة مما أدى إلى تدمير ثلاث دبابات من طراز تي-55 من قبل دبابات أي أم أكس-30 القطرية والاستيلاء على دبابة عراقية رابعة. تم توفير نيران المدفعية من قبل الفوج البحري العاشر.

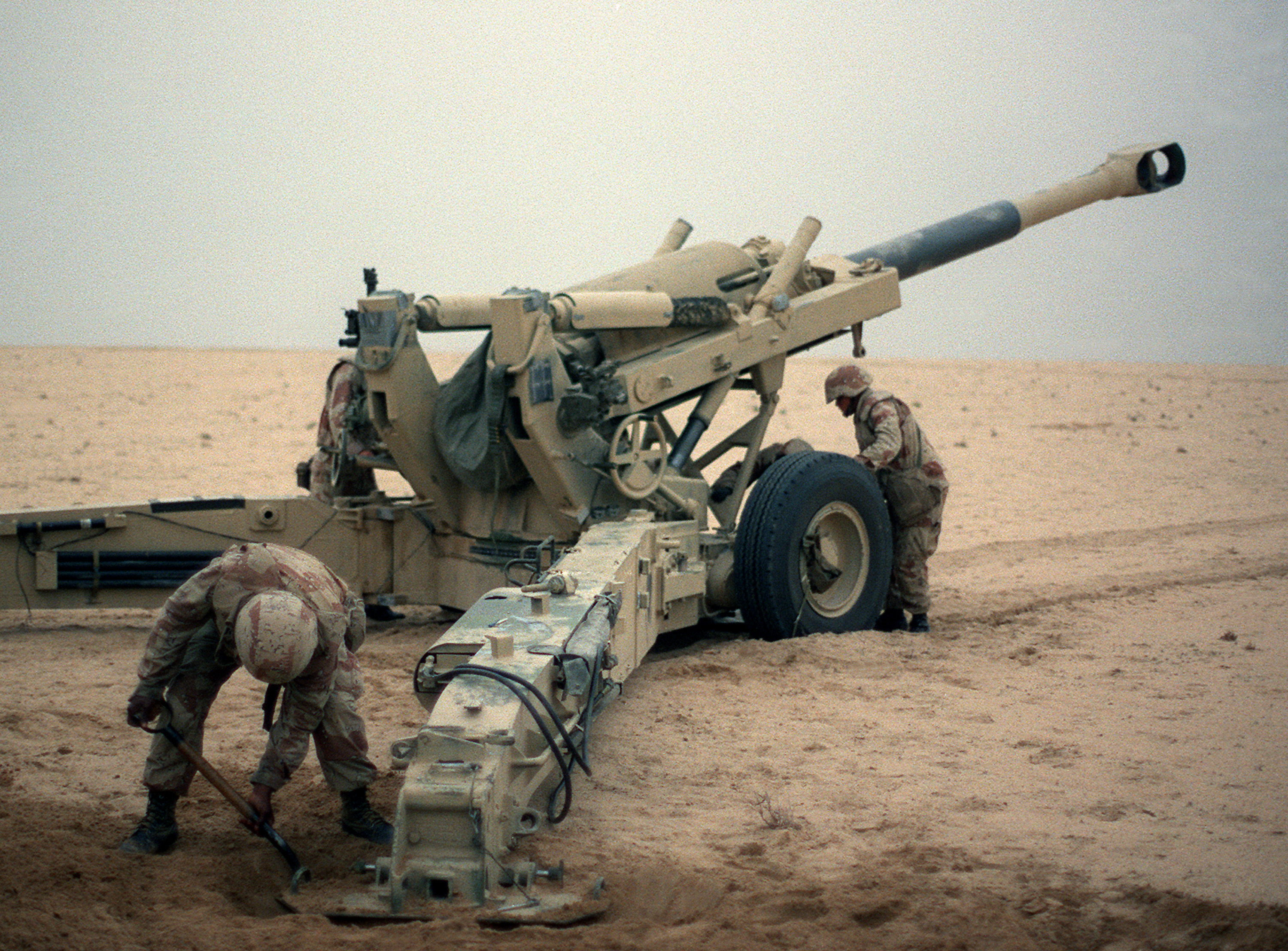
دعم المدفعية من الفوج البحري العاشر.

تم إيقاف هجوم أولي على المدينة بعد أن فتح المحتلون العراقيون النيران الثقيلة مما دفع السعوديين إلى تعزيز الكتيبة السابعة بوحدتين من الوحدات السعودية المجاورة. كانت محاولة استعادة المدينة قد سبقت نيران تحضيرية مدتها 15 دقيقة من المدفعية البحرية الأمريكية. لكن النيران العراقية تمكنت من تدمير مركبة عسكرية مدرعة سعودية من طراز كاديلاك غيج الكوماندوز.
في الوقت نفسه تحركت الكتيبة الخامسة التابعة للواء الحرس الوطني السعودي في شمال الخفجي لمنع التعزيزات العراقية التي تحاول الوصول إلى المدينة. تم تعزيز هذه الوحدة من قبل لواء وزارة الدفاع والطيران الثامن وبدعم كبير من الدعم الجوي للتحالف. على الرغم من أن الخوف من النيران الصديقة أجبر وزارة الدفاع والطيران 8 على الانسحاب في صباح اليوم التالي فقد عرقلت طائرات التحالف بنجاح المحاولات العراقية لنقل المزيد من الجنود إلى الخفجي وتسببت في استسلام أعداد كبيرة من القوات العراقية للقوات السعودية.
في تلك الليلة دخلت ناقلتي معدات ثقيلة تابعة للجيش الأمريكي مدينة الخفجي ولكن على ما يبدو فقدوا بعد إطلاق القوات العراقية النيران عليهما. على الرغم من أن شاحنة واحدة تمكنت من الالتفاف والهروب فقد أصيب السائقان للشاحنة الثانية وألقي القبض عليهما. أدى ذلك إلى مهمة إنقاذ نظمتها كتيبة 3 من الكتيبة الثالثة من القوات البحرية التي أرسلت قوة من 30 رجلا لاستعادة السائقين المصابين. على الرغم من عدم مواجهتهم لأي معارضة كبيرة إلا أنهم لم يجدوا السائقين اللذين كانا قد ألقي القبض عليهما في ذلك الوقت. لم يجد المارينز الدبابة القطرية أي أم أكس-30 محطمة مع طاقمها الميت. في تلك الليلة نفسها أطلق صاروخ أرض-جو عراقي على طائرة تابعة لسلاح الجو الأمريكي مما أسفر عن مقتل طاقم الطائرة البالغ عددهم 14 فرد.
كان لحظر طائرات التحالف والقوات البرية السعودية والقطرية تأثير على القوات العراقية المحتلة. في إشارة إلى تسمية صدام حسين بالمعركة على أنها «أم المعارك» أجاب اللواء العراقي صلاح عبود في طلب الانسحاب قائلا: «لقد كانت أم تقتل أطفالها». منذ بداية المعركة كانت الطائرات تنطلق في ما لا يقل عن 350 طلعة جوية ضد الوحدات العراقية في المنطقة وفي ليلة 30-31 يناير بدأ الدعم الجوي للتحالف بمهاجمة وحدات من الفيلق العراقي الثالث الذي تم تجميعه على الحدود السعودية.

### إعادة الاستيلاء على الخفجي: 31 يناير - 1 فبراير
في 31 يناير بدأت الجهود الرامية إلى استعادة المدينة من جديد. وقع الهجوم في الساعة 08:30 وقوبلت به نيران عراقية ثقيلة وغير دقيقة في معظمها مما أدى إلى إصابة سيارتين بعجلات سعودية من طراز كاديلاك غيج الكوماندوز. أمرت الكتيبة الثامنة التابعة للواء السعودي بنشرها في المدينة بحلول الساعة 10:00 صباحا في حين أن الكتيبة الخامسة في الشمال تشغل عمود آخر من الدبابات العراقية التي تحاول الوصول إلى المدينة. أدت هذه المشاركة الأخيرة إلى تدمير حوالي 13 دبابة وناقلة جنود مدرعة عراقية والاستيلاء على 6 مركبات أخرى و116 جنديا عراقيا مما أدى إلى مقتل اثنين من الكتيبة السعودية وجرح اثنين آخرين. اشتبكت الكتيبة الثامنة في الشمال الشرقي من المدينة واتصلت مع الكتيبة السابعة. قامت هذه الوحدات بتطهير الجزء الجنوبي من المدينة حتى انسحبت الكتيبة السابعة جنوبا للراحة وإعادة تسليحها في الساعة 18:30 بينما بقيت الكتيبة الثامنة في الخفجي.
استمرت الكتيبة الثامنة في تطهير المباني وفي الوقت الذي انسحبت فيه الكتيبة السابعة إلى الجنوب فقد السعوديون حوالي 18 قتيلا و50 جريحا فضلا عن سبع سيارات من طراز كاديلاك غيج الكوماندوز. واصلت طائرات التحالف تقديم الدعم الثقيل طوال النهار والليل. ذكر أحد قدامى المحاربين في الحرب الإيرانية العراقية في وقت لاحق أن "القوة الجوية للتحالف" فرضت المزيد من الأضرار على لواءه خلال نصف ساعة مما كانت عليه في ثماني سنوات من القتال ضد الإيرانيين". خلال المعركة كانت قوة برمائية عراقية أرسلت إلى الأرض على الساحل وانتقلت إلى الخفجي. مع اقتراب القوارب من الخليج العربي نحو الخفجي استولت الطائرات الأمريكية والبريطانية على الزوارق العراقية في العراء ودمرت إلى حد كبير القوة البرمائية العراقية.
جددت الوحدات السعودية والقطرية عملياتها في اليوم التالي. ظلت مجموعتان عراقيتان مع حوالي عشرين عربة مدرعة في المدينة ولم تحاول الخروج خلال الليل. في حين واصلت الكتيبة الثامنة السعودية عملياتها في الجزء الجنوبي من المدينة بدأت الكتيبة السابعة تطهير القطاع الشمالي من المدينة. كانت المقاومة العراقية متقطعة واستسلم معظم الجنود العراقيين في الأفق. نتيجة لذلك استعيدت المدينة في 1 فبراير 1991.

## فيما بعد
خلال المعركة تكبدت قوات التحالف 43 قتيلا و52 جريحا. شمل ذلك 25 أميركيا قتلوا منهم 11 بنيران صديقة بالإضافة إلى 14 طيار قتلوا عندما أسقطت القوات العراقية طيارة من طراز لوكهيد إيه سي-130. كما أصيب أمريكيان اثنين بجراح بينما تم أسر أمريكيان آخران في الخفجي. بلغ عدد الضحايا السعوديين والقطريين 18 قتيلا و50 جريحا. تم تفجير دبابة قتالية رئيسية من طراز أي أم أكس-30 وبين سبعة وعشر دبابات سعودية من طراز كاديلاك غيج كوماندوز. معظم الدبابات من طراز كاديلاك غيج الكوماندوز تم تدميرها صواريخ آر بي جي-7 في قتال عنيف داخل مدينة الخفجي على الرغم من أن واحدة من أصل اثنتين أصيبت من قبل مدفع 100 مم من الدبابة تي-55. أدرج العراق خسائره حيث لقى 71 قتيلا و148 جريحا و702 في عداد المفقودين. تقول مصادر أمريكية عن المعركة أن 300 عراقي فقدوا حياتهم وتم تدمير ما لا يقل عن 90 مركبة. يشير مصدر آخر إلى أن 60 جنديا عراقيا قتلوا وأصيب ما لا يقل عن 400 جندي بينما تم تدمير ما لا يقل عن 80 مركبة مدرعة إلا أن هذه الإصابات تعزى إلى القتال داخل وخارج الخفجي مباشرة. مهما كانت الإصابات الدقيقة فقد دمرت الغالبية العظمى من ثلاث فرق ميكانيكية مدرعة عراقية. يدعى لواء النمور الأول التابع لشعبة المدرعات الثانية التابع للجيش الأمريكي بأن 181 دبابة دمرت أو تم الاستيلاء عليها و148 دبابة و40 مدفعية و27 طائرة و263 قتيلا عراقيا و4051 أسير بعد 100 ساعة من القتال.

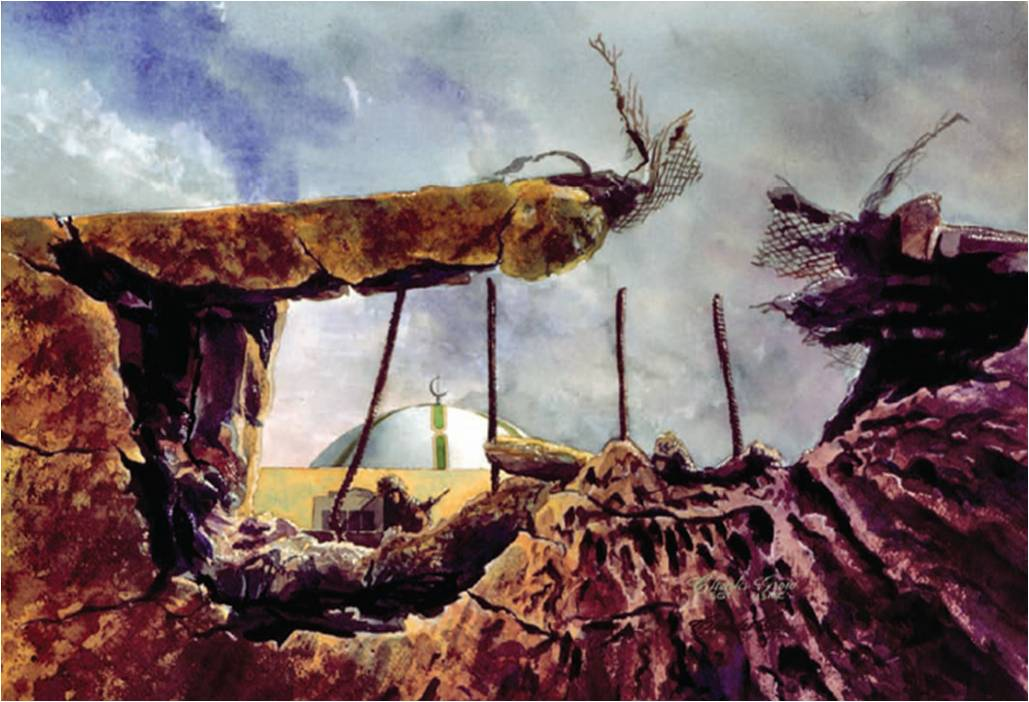
المارينز من الكتيبة الثالثة من مشاة البحرية في اللوحة تنظيف الخفجي.

كان الاستيلاء العراقي على الخفجي انتصارا دعائيا كبيرا للعراق ففي 30 يناير ادعت الإذاعة العراقية أنها «طردت الأمريكيين من الأراضي العربية». بالنسبة للكثيرين في العالم العربي اعتبرت معركة الخفجي انتصارا عراقيا وبذل صدام حسين كل جهد ممكن لتحويل المعركة إلى انتصار سياسي. على الجانب الآخر ازدادت الثقة داخل القوات المسلحة الأمريكية في قدرات الجيوش السعودية والقطرية مع تقدم المعركة. بعد الخفجي بدأت قيادة التحالف تشعر بأن الجيش العراقي كان «قوة جوفاء» ووفر لهم انطباعا عن درجة المقاومة التي سيواجهونها خلال الهجوم البري للتحالف الذي سيبدأ في وقت لاحق من ذلك الشهر. كانت المعركة أيضا انتصارا دعائيا رئيسيا للمملكة العربية السعودية التي نجحت في الدفاع عن أراضيها.
على الرغم من نجاح الاشتباكات بين 29 يناير و1 فبراير فإنه لم يبدأ التحالف هجومه الرئيسي على الكويت والعراق حتى ليلة 24-25 فبراير. تم الانتهاء من غزو العراق بعد حوالي 48 ساعة. كانت معركة الخفجي مثالا حديثا على قدرة القوة الجوية على تقديم دور داعم للقوات البرية. عرضت على التحالف مؤشرا على الطريقة التي ستخوض بها عملية عاصفة الصحراء ولكنها ألمحت أيضا إلى إصابات في الأرواح شكلت ما يقرب من نصف القتلى الأمريكيين.